# Marcel Gazelle
Marcel Gazelle (Gent, 27 februari 1907 – Rottach-Egern, 12 maart 1969) was een Belgisch pianist.
Hij kreeg zijn muziekopleiding aan het Gents conservatorium. Hij haalde eerste prijzen in pianospel (1920), kamermuziek (1921), en contrapunt (1923) en een virtuositeitsdiploma in pianospel (1927). Daarna vertrok hij naar Parijs om er te studeren aan de École Normale de Musique bij Nadia Boulanger en Marcel Ciampi. Na het afronden van zijn studie trad hij over de gehele wereld tot in Auckland aan toe op als solist, maar maakte ook enkele concertreizen met Yehudi Menuhin. Vanaf 1938 tot 1966 was hij leraar van het conservatorium, waar hijzelf les had gehad. Leerlingen van hem zijn onder meer Jeremy Menuhin (zoon van Yehudi), Philippe Herreweghe en François Glorieux. In 1963 werd hij directeur van de muziekschool van Yehudi Menuhin, later gevestigd in Stoke d’Arbernon, Suffolk. Ondertussen bleef hij concerten en recitals over de gehele wereld geven al dan niet met zijn vrouw , de violiste Jacqueline Salomons. Zo was hij ook enkele malen te bewonderen in Nederland (zoals in 1931 in zaak Pulchri in Den Haag; in 1954, Grote zaal van het Concertgebouw met Menuhin en in 1955 een recital in het Stedelijk Museum, Amsterdam). In de Tweede Wereldoorlog verbleef hij in het Verenigd Koninkrijk en zat toen ook in het Londen Belgisch Pianokwartet.
Zoon Yves Gazelle speelde dwarsfluit en was oprichter van het Gazelle-Ensemble. Een andere zoon Didier werd ingenieur, maar componeerde even zo goed.
- Biblioteca Nacional de España: XX962040
- Bibliothèque nationale de France: cb13936289b (data)
- Gemeinsame Normdatei: 132379546
- International Standard Name Identifier: 0000 0000 6303 2318
- Library of Congress Control Number: n87808686
- Nationale Bibliotheek van Letland: 000342669
- MusicBrainz: 1489f3b3-a383-40a5-b423-1478ca040405
- Nationale Bibliotheek van Israël: 987007339019705171
- Istituto Centrale per il Catalogo Unico: LO1V409168
- Virtual International Authority File: 200436
- WorldCat: E39PBJmHMVpWh7PPB6XcyJGyh3